# Moosbach (Glonn)
Der Moosbach ist ein Fluss im oberbayerischen Inn-Chiemsee-Hügelland, der nach einem ostsüdöstlichen Lauf von etwas unter 12 Kilometern ab der mündungsfernsten Quelle bei Mietraching in der Stadt Bad Aibling im Landkreis Rosenheim von rechts in die Glonn mündet. Er entsteht im knapp 7 km langen Namenslauf beim Weiler Orthofen von Markt Bruckmühl im selben Landkreis aus dem Zusammenfluss des linken Ginshamer Bachs mit dem rechten Kirchdorfer Bach.

## Geographie

### Linker Oberlauf Ginshamer Bach
Der mit seinem eigenen Oberlauf Tiefenbach zusammen 4,8 km  lange Ginshamer Bach hat ein Einzugsgebiet von 4,9 km². Er beginnt seinen Lauf ca. 1,0 km westnordwestlich des Kirchdorfs Aschhofen von Feldkirchen-Westerham am Ostrand des Ried auf etwa 611 m ü. NHN. Er fließt durchweg ungefähr ostsüdöstlich, zunächst noch als Tiefenbach meist in einem Waldtal, ehe er nach Aufnahme des Kohlberggrabens von rechts eben noch im Wald etwa 2,8 km unterhalb der Quelle beim namengebenden Dorf Ginsham von Markt Bruckmühl bald in die Flur tritt und in nun recht gerade geführtem Grabenlauf unter anderem durch das Dorf in alter Richtung weiterfließt. Zuallerletzt läuft von links noch von Norden aus den Schweinfilzen der Moosgraben zu, dann vereint er sich am Südrand eines größeren hügeligen Waldgebietes mit dem rechten Kirchdorfer Bach.

### Rechter Oberlauf Kirchdorfer Bach
Der Kirchdorfer Bach entsteht im Hauptast am Nordwestrand des Weilers Oberwertach von Feldkirchen-Westerham auf etwa 575 m ü. NHN neben dem Weg vom Nachbarweiler Unteraufham her im Straßengraben. Im Nahbereich von Oberwertach abschnittsweise verdolt, fließt er danach fast östlich in etwas Entfernung von der Straße nach dem namengebenden Kirchdorf durch den Wald Haunpold. Dort läuft von links aus fast gleicher Richtung ein zweiter, wenig kürzerer Zweig zu, der nördlich von Ober- und westlich von Unterwertach auf etwa 578 m ü. NHN vor einer Waldinsel entsteht, gleich darauf noch zwei weitere kurze Zuflüsse aus dem Wald. Jenseits dessen durchläuft er, inzwischen auf dem Gebiet von Markt Bruckmühl, den Park von Schloss Maxhofen und dann das Pfarrdorf Kirchdorf am Haunpold. Zwischen dem Kirchberg (513 m ü. NHN) im Norden und dem Weiler Orthofen im Süden hindurch zieht er in sehr geraden Grabenlauf noch gut einen Kilometer bis zur Vereinigung mit dem Ginshamer Bach. Der Kirchdorfer Bach ist mit seinem längeren Oberlauf 4,3 km  lang und hat ein Einzugsgebiet von 4,6 km².

### Namenslauf Moosbach
Von seinem Namensursprung auf etwa 498 m ü. NHN an fließt der Moosbach zunächst dicht vor einem größeren Waldgebietes im Norden am linken Rand der Mangfall-Talebene in straßenbegleitetem Grabenlauf. Dabei passiert er ein Kieswerk, das in einiger Entfernung rechts des Bachs bei Högling mit seinen Baggerseen größere Flächen einnimmt. Erst nach mehr als drei Kilometern tritt wieder Siedlungsgebiet ans Ufer, er berührt hier zunächst die Einöde Oberadlfurt am linken Ufer, tritt dann ins Gebiet der Stadt Bad Aibling über und fließt rechts an den wenigen Häusern des Dorfes Adlfurt vorbei. Dann holt er südlich zu einem kurzen Bogen aus, mit dem er die großen Wohnblöcke gegenüber der Mangfall-Kaserne am Südufer umfließt. Er unterquert die St 2089 und bringt dann seinen letzten halben Kilometer hinter sich, worauf er wenig nördlich von Mietraching von rechts auf 482 m ü. NHN in die Glonn einfließt.
Der Moosbach hat auf dem Namenslauf eine Länge von 6,9 km, zusammen mit dem aufeinanderfolgenden Hauptstrangoberläufen Tiefenbach und Ginshamer Bach von 11,7 km. Sein mittleres Sohlgefälle ab dem Tiefenbach-Ursprung beträgt also 129 m absolut und 11 ‰ relativ, während die nur 16 m an Gefälle seines Namenslaufs in der flachen Talebene der Mangfall nur einem relativen Wert von 0,2 ‰ entsprechen.

### Einzugsgebiet
Es umfasst 26,1 km² und erstreckt sich etwa 10 km weit ostsüdöstlich von etwas über der Tiefenbachquelle im Feldkirchner Ried bis zur Mündung. Quer dazu erreicht es nur an einer Stelle eine Breite von 3,5 km. Die in der Natur ab der Mündung auf langer Strecke kaum merkliche südliche Wasserscheide zieht meist sehr dicht am Lauf der im Süden etwa parallel zum Moosbach fließenden Mangfall. Im Westen grenzt auf deutlich kürzerer Strecke das Einzugsgebiet des Feldkirchner Bachs an, die wieder lange nördliche Wasserscheide läuft, nicht ganz so dicht wie bei der Mangfall, neben der aufwärtigen Glonn. Alleine im Nordosten zwängt sich, schon im Bereich des Moosbachs-Mündungskeils, das Einzugsgebiet des etwas oberhalb des Moosgrabens in die Glonn fließenden Freigrabens dazwischen, vor dem Laufknick der Glonn zu ihrem Vorfluter Mangfall im Süden.
Die größten Höhen im Einzugsgebiet liegen an dessen Westgrenze im Feldkirchner Ried, hier werden etwa 620 m ü. NHN erreicht. Die Waldhügel im Norden des flachen Moosbachlaufs in der Mangfall-Talebene erheben sich dagegen kaum je über 520 m ü. NHN. Ein großer Teil des Einzugsgebietes ist bewaldet. Es bedeckt von West nach Ost Teile der Gemeinde Feldkirchen-Westerham, der Marktgemeinde Bruckmühl, einen kleinen Zwickel der Gemeinde Tuntenhausen und Stadtgebiet von Bad Aibling.

### BayernAtlas („BA“)
Amtliche Online-Gewässerkarte mit passendem Ausschnitt und den hier benutzten Layern: Lauf und Einzugsgebiet des Moosbachs

Allgemeiner Einstieg ohne Voreinstellungen und Layer: BayernAtlas der Bayerischen Staatsregierung (Hinweise)
1. 1 2 3  Höhe abgefragt auf dem Hintergrundlayer Amtliche Karte (Rechtsklick).

### Gewässerverzeichnis Bayern („GV“)
1. 1 2 3 4 5 6  Länge nach: Verzeichnis der Bach- und Flussgebiete in Bayern – Flussgebiet Inn, Seite 22 des Bayerischen Landesamtes für Umwelt, Stand 2016 (PDF; 2,8 MB) (Seitenzahl kann sich ändern.)
2. 1 2 3 4  Einzugsgebiet nach: Verzeichnis der Bach- und Flussgebiete in Bayern – Flussgebiet Inn, Seite 22 des Bayerischen Landesamtes für Umwelt, Stand 2016 (PDF; 2,8 MB) (Seitenzahl kann sich ändern.)

### Sonstige
1. 1 2 3  Gewässernamen und Grenzen der Gewässernamensabschnitt nach den zuweilen feinen Auflösungen auf BayernAtlas der Bayerischen Staatsregierung (Hinweise) sowie nach der Gewässersuche auf BayernAtlas-Klassik (nicht mehr verfügbar).